# Éditions Nicolas Chaudun
 (décembre 2020).
Si vous disposez d'ouvrages ou d'articles de référence ou si vous connaissez des sites web de qualité traitant du thème abordé ici, merci de compléter l'article en donnant les références utiles à sa vérifiabilité et en les liant à la section « Notes et références ».
Fondées le 12 août 2004 par Nicolas Chaudun, les Éditions Nicolas Chaudun étaient une maison d'édition couvrant indifféremment tous les domaines de l’histoire de l’art, avec toutefois une prédilection pour l’architecture et la photographie. 
La société a été mise en liquidation judiciaire le 12 juillet 2014,.
En marge des livres d'art et des catalogues d'exposition, la maison a développé deux collections de récits de voyages. Son catalogue s'enrichit d’une vingtaine de titres chaque année et est diffusé par Actes Sud.
La maison a notamment édité des œuvres de Jean-Pierre Babelon, Jean-Claude Carrière, Philippe Claudel, Marie Desplechin, Élise Galpérine, Jacques Merleau-Ponty, Arnauld Pontier, etc.